# Chiostri di Monteoliveto

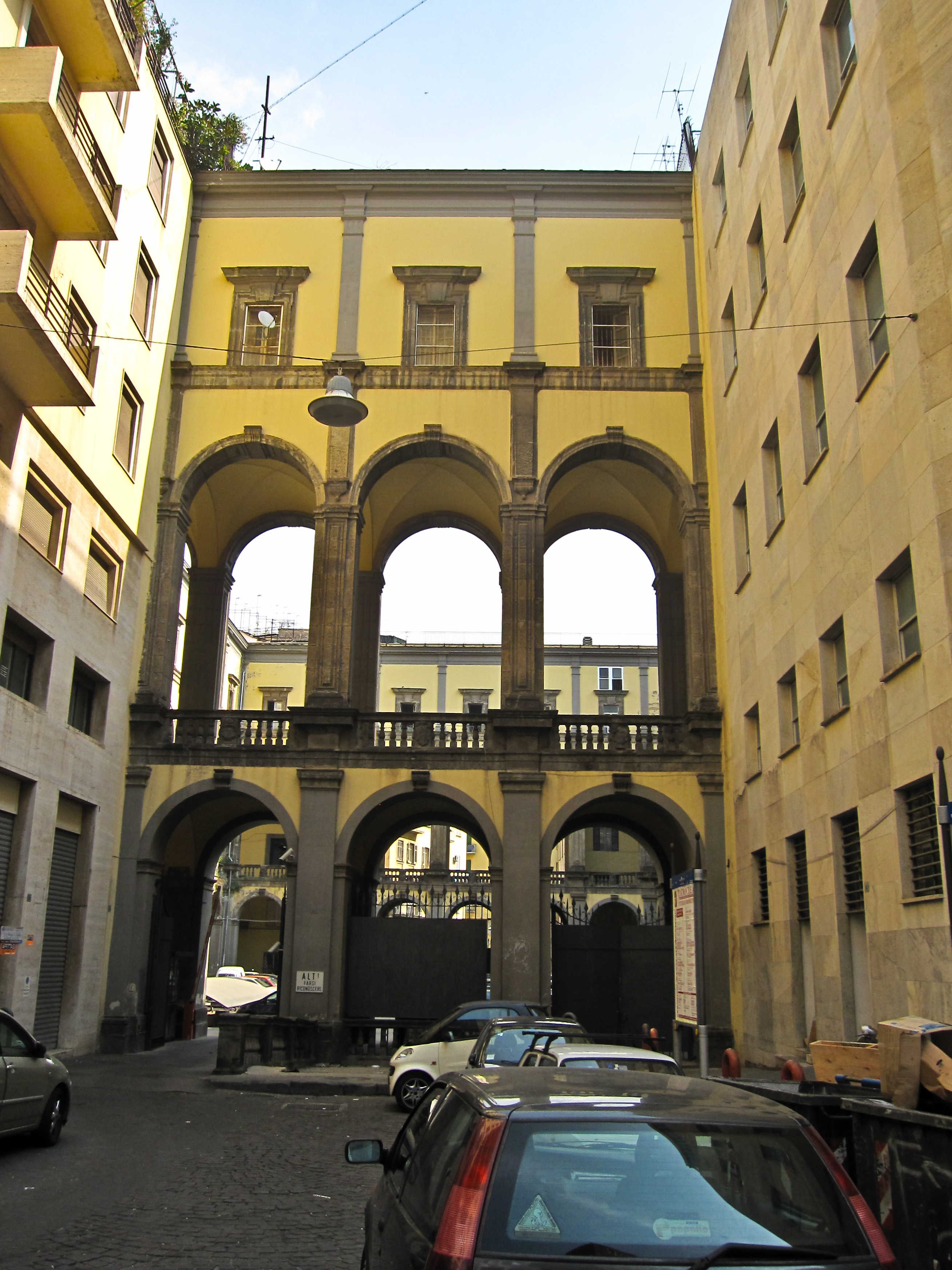
Uno degli ingressi al chiostro

I chiostri di Monteoliveto si ergono nel centro storico di Napoli.
Il Complesso di Monteoliveto, già in epoca di fondazione, era un'ampia struttura religiosa formata da ben sette spazi aperti suddivisi in giardini e chiostri. La soppressione del 1799 riuscì a dislocare le sue parti in abitazioni private e pubbliche.
In origine vi erano quattro chiostri.
Il chiostro grande a pianta rettangolare, era costituito da due ordini di volte sostenute da sette archi nel lato minore e nove nel lato maggiore. 
Il secondo chiostro si presentava in stile rinascimentale ed era formato da due ordini di colonne; inoltre, era chiuso su di un lato da un corpo di fabbrica, eretto in un secondo momento.
Il terzo chiostro era formato da diciannove arcate (quattro sul lato più breve e cinque sul lato più lungo). Al centro di esso è ancor oggi presente il pozzo seicentesco in marmo; questo ha forma ottagonale ed è caratterizzato da un architrave sostenuto da due colonne corinzie.
Oggi, il chiostro grande e quello di servizio sono stati restaurati, ma l'elevato tasso di inquinamento ha comunque corroso il materiale con cui sono stati costruiti.